# Малишева Олена Василівна
Олена Василівна Малишева (уроджена Шабуніна; нар. 13 березня 1961, Кемерово, РРФСР, СРСР) — російська телеведуча, лікар-терапевт, кардіолог, педагог, доктор медичних наук, професор, громадська діячка.
Керівниця і ведуча телепрограм «Здоров'я» (з 3 жовтня 1997 року) і «Жити здорово!» (з 16 серпня 2010 року), що виходять в ефір на «Першому каналі» РФ. Професор Московського державного медико-стоматологічного університету.

## Біографія
Народилася 13 березня 1961 року в Кемерові в сім'ї лікарів.
Батько — Василь Йосипович Шабунін (1930—2009), мати — Галина Олександрівна Морозова. У Олени є старша сестра Марина і брат-близнюк Олексій, які, як і батьки, стали лікарями (сестра — Марина Василівна Костенко — лікар-невропатолог, живе в Туапсе, працює керівником філії бюро медико-соціальної експертизи, брат — Олексій Васильович Шабунін — хірург, доктор медичних наук, головний лікар МКЛ ім. С. П. Боткіна). Закінчила середню школу № 19 м. Кемерово з золотою медаллю і вступила до Кемеровського медичного інституту на лікувальний факультет. Закінчила інститут з червоним дипломом в 1983 році. В наступному році поступила в аспірантуру Академії медичних наук у Москві. У 1987 році захистила дисертацію на здобуття наукового ступеня кандидата медичних наук за темою «Попередження і усунення порушень ритму серця за допомогою адаптації до стрессорних впливів і активації гама-аміномасляної кислоти». Попрацювавши деякий час лікарем-терапевтом, стала асистентом кафедри внутрішніх хвороб Другого медінституту.
В даний час є професором Московського державного медико-стоматологічного університету. У 1992 році почала випуск програми «Рецепт» на телеканалі «Кузбас» (місто Кемерово).
У 1994 році почала працювати автором і ведучою щоденної програми «Лікаря викликали?» в рамках каналу «Ділова Росія» (РТР). У тому ж році пройшла курс навчання Європейського центру здоров'я і навколишнього середовища в США. На цей курс були запрошені видатні журналісти Європи, які займаються тематикою здоров'я. На денному каналі «Ділова Росія» також була керівником програми «Дорога редакціє» (до 1997 року).
Після відродження програми «Здоров'я» на ОРТ в 1997 році стала ведучою, керівником і автором цієї програми. Перший випуск вийшов в ефір 3 жовтня 1997 року. До 2014 року програма також виходила на «Радіо Росії».
У грудні 2000 року організувала щорічну національну медичну премію «Покликання», яку веде донині разом з Олександром Розенбаумом. Займає посаду Президента Благодійного Фонду підтримки досягнень в області медицини «Покликання», який є одним з трьох співзасновників цієї премії.
У 2003 році недовгий час була ведучою денного ток-шоу «Місто жінок» на «Першому каналі» разом з Даною Борисовою та Ларисою Кривцовою.
У 2007 році в ММА ім. В. М. Сеченова захистила дисертацію на здобуття наукового ступеня доктора медичних наук за темою «Репрограммування клітинних відповідей макрофагів: нова стратегія управління запальним процесом» (науковий консультант: Румянцев А. Р.).
З 2007 року — член Академії російського телебачення. З 16 серпня 2010 року веде на «Першому каналі» передачу «Жити здорово!», яка виходить вранці по буднях. Є автором більше 50 наукових публікацій в галузі медицини. З 2012 року активно просуває комерційний проєкт — Дієта Олени Малишевої.
Член Центрального штабу Загальноросійського народного фронту. Довірена особа Сергія Собяніна на виборах мера Москви в 2018 році.

### Особисте життя

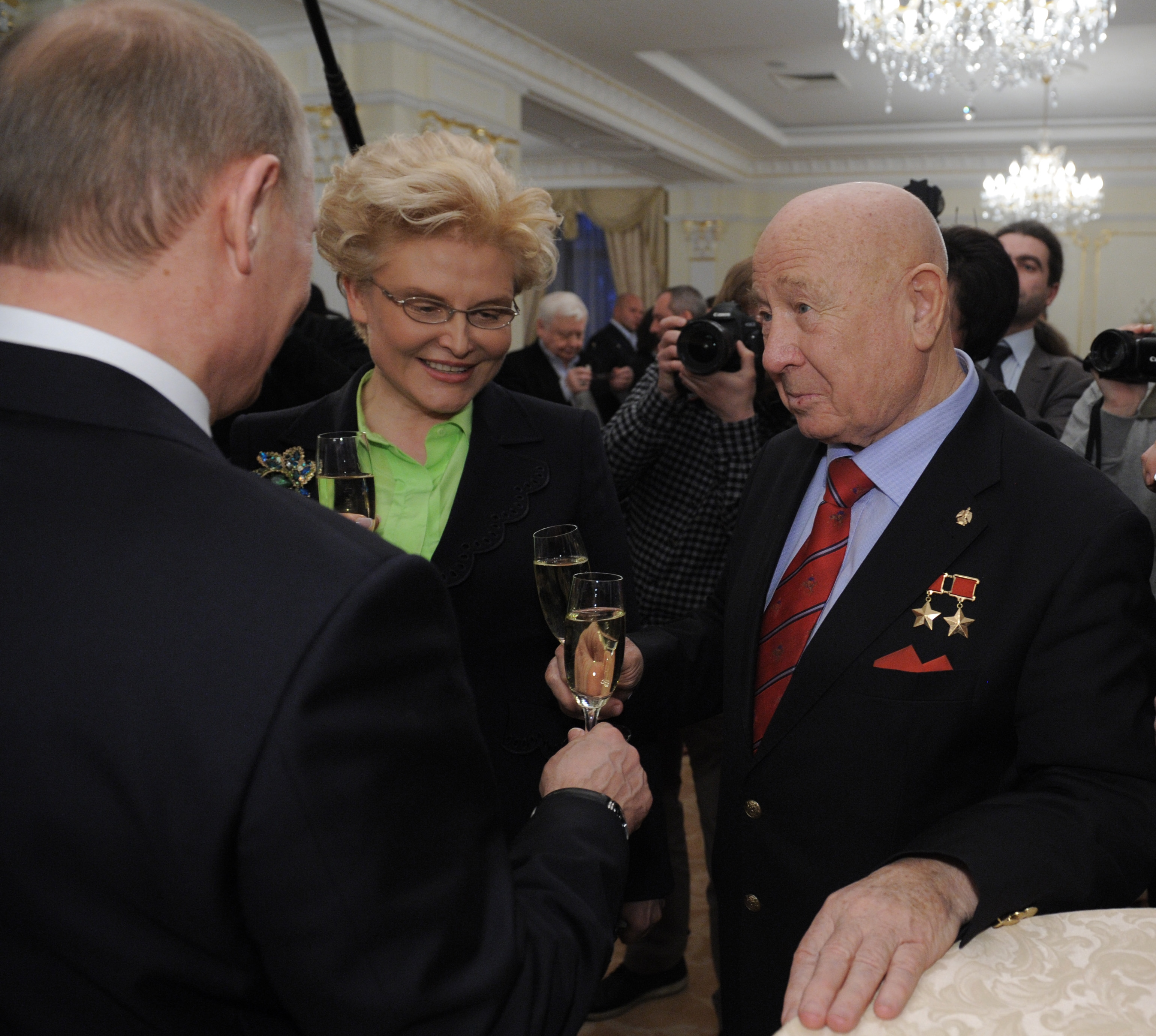
В. В. Путін, О. В. Малишева й О. А. Леонов. 5 березня 2012

Чоловік — Ігор Юрійович Малишев (нар. 17 січня 1959, Новокузнецьк), професор Московського державного медико-стоматологічного університету, доктор медичних наук, спеціаліст з молекулярної біології, керівник лабораторії, що займається темою «Репрограмування макрофагів як нова стратегія управління імунною відповіддю при різних захворюваннях». Тема лабораторії збігається з темою дисертації його жінки. За свої дослідження неодноразово нагороджувався Премією Президента РФ
Два сини живуть і працюють в США.
Старший син — Юрій Ігорович Малишев (нар. 16 березня 1988) — за освітою лікар, деякий час працював креативним продюсером у передачі «Жити здорово!». Закінчив ординатуру за спеціальністю «хірургія» і виїхав з Росії в США. На 2020 рік проходить навчання за спеціалізацією «кардіологія» в лікарні Маймоніда в Брукліні. Одружений з 2014 року
- Онук — Ігор Юрійович Малишев (нар. 25 січня 2015)[21]
- Онук — Артур Юрійович Малишев (нар. 20 липня 2018)

Молодший син — Василь Ігорович Малишев (нар. 21 грудня 1990) — юрист. Закінчив юридичну академію в Росії, а після — адвокатську школу в США. Неодружений.

## Медичний центр Олени Малишевої
Медичні центри Олени Малишевої працюють у Москві, Санкт-Петербурзі і в Краснодарі. У десяти містах Росії відкриті Клініки зниження ваги, і їх мережа постійно розширюється. До складу Центру входять кілька спеціалізованих клінік.
У листопаді 2018 року в результаті позапланової перевірки медичного центру Малишевої в Москві були виявлені серйозні порушення.
У лютому 2019 року Арбітражний суд Москви оштрафував на 100 000 рублів клініку Олени Малишевої.

## Критика
- ААУ «СоюзФарма» звинуватила Малишеву в образі професійної честі аптекарів і пропаганді самолікування.[26]
- Фірма Tefal звинуватила передачі Малишевої в рекламі керамічних сковорідок фірми GreenPan і нанесенні збитку іміджу бренду Tefal через необ'єктивне порівняння керамічних сковорідок з тефлоновими на користь перших.[27]
- Відомий популяризатор медицини доктор Комаровський розкритикував деякі рекомендації передач Малишевої при підвищеній температурі тіла у дитини як неточні і навіть небезпечні[28][29].
- В одній з програм Малишева проводила дослід, який призвів до смерті щура. Це викликало сильне обурення у багатьох російських телеглядачів[30]. Однак потім з'ясувалося, що цей дослід був показовий, а тварині ввели простий транквілізатор, який використовують при хірургічних операціях. Тварину ненадовго приспали для демонстрації[31].
- У листопаді 2014 року громадський рух на захист прав батьків та дітей «Міжрегіональні батьківські збори» вирішив направити скаргу в Генпрокуратуру РФ на передачі «Здоров'я» і «Жити здорово!»[32]. На думку заявників, дані передачі займаються пропагандою початку ранньої статевого життя серед неповнолітніх та розбещенням молоді. Як приклад вони навели ряд назв обох випусків передач, серед них — «Вся правда про піхву», «Моделювання ерекції», «Як правильно вибрати і надягти презерватив», «Що відбувається під час оргазму», «Про нешкідливість мастурбації».

### Розслідування ФБК
В кінці квітня 2020 року Олексій Навальний випустив розслідування про елітну нерухомість Олени Малишевої та її родини в США. У ньому розповідається про заміський маєток Alpine estate площею 1100 м2 в однойменному боро в Нью-Джерсі, на березі річки Гудзон (куплений за 6 млн 400 тисяч $, він став найдорожчим будинком, проданим в окрузі Берген в 2016 році), а також дві квартири її синів Юрія і Василя Малишевих, у Мідтауні Нью-Йорка площею 110 м2, куплених в 2014 році за 4 млн 200 тисяч $. За даними Фонду боротьби з корупцією, сімейство Малишевих не могло дозволити собі такі витрати (тільки придбання цієї нерухомості коштувало майже 11 мільйонів доларів, не враховуючи податків і витрат на утримання); там впевнені, що ці гроші Олена Малишева отримала за пропагандистську діяльність, працюючи на Першому каналі і активну підтримку Єдиної Росії, Сергія Собяніна а також Володимира Путіна. Крім цього, у розслідуванні нагадують про те, що Олена Малишева поширювала брехливу інформацію про епідемії і применшувала небезпеку інфекції COVID-19.

## Нагороди
- Орден Дружби (2006)
- Медаль «За заслуги перед вітчизняною охороною здоров'я»
- Нагрудний знак «Відмінник охорони здоров'я»
- Золота медаль імені Льва Миколаєва (2012) — за вагомий внесок у просвіту, популяризацію досягнень науки і культури